# Live from Austin, TX (R.E.M.)
Live from Austin, TX è un DVD degli R.E.M. pubblicato nell'ottobre del 2010.
Documenta la performance live tenuta dal gruppo il 13 marzo 2008 alla trasmissione TV Austin City Limits prima dell'uscita dell'album Accelerate.

## Tracce
1. Living Well Is the Best Revenge – 3:24
2. Man-Sized Wreath – 3:01
3. Drive (Bill Berry, Buck, Mills, Stipe) – 5:04
4. So. Central Rain (I'm Sorry) (Berry, Buck, Mills, Stipe) – 3:39
5. Accelerate – 3:47
6. Fall on Me (Berry, Buck, Mills, Stipe) – 3:07
7. Hollow Man – 3:20
8. Electrolite (Berry, Buck, Mills, Stipe) – 4:55
9. Houston – 3:07
10. Supernatural Superserious – 3:32
11. Bad Day (Berry, Buck, Mills, Stipe) – 4:40
12. Losing My Religion (Berry, Buck, Mills, Stipe) – 4:46
13. I'm Gonna DJ – 2:31
14. Horse to Water – 3:38
15. Imitation of Life – 5:21
16. Until the Day Is Done – 5:40
17. Man on the Moon (Berry, Buck, Mills, Stipe) – 6:30